# Томпкинс, Дэниел Д.
Дэниел Томпкинс (англ. Daniel Tompkins; 21 июня 1774 — 11 июня 1825) — американский политический и государственный деятель, юрист, конгрессмен, 4-й губернатор штата Нью-Йорк (1807—1817) и 6-й вице-президент США (1817—1825).

## Биография
Томпкинс родился в Скарсдейле, штат Нью-Йорк, в семье Фокса Медоу. В 1795 году окончил Колумбийский университет в Нью-Йорке. В 1797 году изучал право, когда был принят на практику в суд. В 1801 году был делегатом конституционного конвента штата Нью-Йорк, а в 1804 году членом ассамблеи штата Нью-Йорк.

## Карьера

### Губернаторство
30 апреля 1807 года Томпкинс победил действующего губернатора Моргана Льюиса, получив 35,074 голоса от избирателей. Льюис получил 30,989 голосов. На посту губернатора штата Нью-Йорк Дэниел Томпкинс оставался до 1817 года. В 1810 году он был переизбран, победив кандидата Йонаса Плэтта с результатом 43,094 голоса против 36,484. На выборах 1813 года Томпкинс обыграл своего противника, Стивена ван Ренсселаера, с результатом в 43,324 голоса, а в 1816 году Руфуса Кинга с 45,412 голосами. От предложения стать государственным секретарём США при президенте Джеймсе Мэдисоне отказался.
Во время войны 1812 года Томпкинс оказался одним из самых эффективных военных губернаторов. Он сыграл важную роль в реорганизации милицейских ополчений и способствовал формированию постоянных государственных групп войск, основанных на воинской обязанности.
В 1815 году Томпкинс основал поселение вдоль восточного берега Статен-Айленд, названное Томпкинсвиллем. Был построен док вдоль береговой линии, который с 1817 года стал обслуживать паровые паромы, курсировавшие между Статен-Айлендом и Манхэттеном.

### Вице-президент
В 1816 году Томпкинс был избран вице-президентом при Джеймсе Монро, а в 1820 он был переизбран. В 1821 году был президентом на конституционном конвенте Нью-Йорка. После войны 1812 года ни государство, ни федеральное правительство не смогли возместить ему финансовые затраты. На 1824 год федеральное правительство было должно Томпкинсу 95,000 долларов. Финансовые проблемы отрицательно сказались на его здоровье, и вице-президент, попавший в зависимость от алкоголя, стал появляться в Сенате подвыпившим.

## Смерть
Дэниел Томпкинс умер через три месяца после своей отставки, 11 июня 1825 года в Томпкинсвилле. Был похоронен в Церкви Святого Марка.